# Escudo de Toledo

Escudo de la ciudad de Toledo

El escudo de Toledo es el blasón de la ciudad imperial. Su descripción heráldica es la siguiente, según Ventura Leblic, en su obra "Los símbolos municipales de Toledo":

Escudo cuartelado, primero y cuarto en gules, un castillo de oro mazonado de sable y aclarado de azur. Segundo y tercero de plata, un león rampante de gules coronado de oro, linguado y armado de lo mismo. Entado en punta de plata, con una granada de su color, rajada de gules, tallada y hojada con dos hojas de sinople. Rodea al escudo el collar de la Orden del Toisón de Oro compuesto de eslabones dobles, entrelazados de pedernales de azur y llamas de gules, en el cabo pendiente de él, la piel de un carnero liada por el medio, de oro.
El todo, sobre un águila bicéfala exployada, de sable, con el pico y las garras de gules. éstas armadas de oro. Timbrado de corona imperial de oro.
A la derecha e izquierda un emperador sentado en su trono con capa de oro y corona imperial de lo mismo, que sostiene en su mano derecha una espada de plata y en la izquierda un cetro de oro. El resto de su color.

Según otras descripciones, el escudo de Toledo está formado por un águila bicéfala exployada de sable (color negro) que porta sobre su pecho un escudo cuartelado y entado en punta. En el primer y cuarto cuarteles, las armas de Castilla: sobre campo de gules (rojo), un castillo de oro almenado, mazonado de sable y aclarado de azur (azul). El segundo y tercer cuarteles, las de León: sobre campo de plata, un león rampante de gules, linguado, uñado, armado y coronado de oro. Entado en punta, las de Granada: de plata, una granada al natural, rajada de gules, tallada y hojada de sinople o verde. Va rodeado este escudo del collar de la Orden del Toisón de Oro. Sumado todo ello de una corona imperial, cerrada, de oro forrada de gules con ínfulas del mismo metal, y flanqueado de dos figuras de reyes, sentados en el trono, con los símbolos de su autoridad: la corona real; el cetro; la espada y el manto. 
En un antiguo privilegio de Pedro I de Castilla dado en las Cortes de Valladolid en 1351 (1389 de la era hispánica), se afirmaba que las armas de Toledo son las del Rey. En el reinado del Emperador Carlos V (Carlos I de España), el Ayuntamiento de la ciudad hizo suyas las armas imperiales, según algunos por concesión del propio emperador (aunque no hay documentos que lo acrediten); añadiéndoles el elemento diferenciador del rey sentado, en recuerdo de las primitivas armas toledanas. Más tarde, por motivos de simetría, se colocaron dos.
El símbolo de un rey sentado en un trono con dosel de gules aparece en muchas representaciones heráldicas del Reino de Toledo. Otro emblema de la ciudad y del Reino es una corona imperial de oro, en campo de azur, quizá simplificación de símbolos anteriores. Este símbolo aparece en gran número de ilustraciones de los siglos XVI y XVII, como en el libro Wappenbuch des Heiligen Römischen Reichs de 1581, en la Genealogía de Carlos V del pergamino de la Biblioteca de los duques de Borgoña, en los mapas del cartógrafo Joan Blaeu, o en varios de los grabados conservados en el Archivo Municipal de la ciudad.
El águila bicéfala, símbolo del Sacro Imperio Romano, junto a la corona imperial y el collar del Toisón de Oro , pertenecen a las armas del emperador.